# Eugenia byssacea
Eugenia byssacea är en myrtenväxtart som beskrevs av Mcvaugh. Eugenia byssacea ingår i släktet Eugenia och familjen myrtenväxter.
Artens utbredningsområde är Venezuela. Inga underarter finns listade i Catalogue of Life.